# Reson
Reson var enligt Bibeln en arameisk kung på 900-talet f Kr i riket Aram-Damaskus. Han omnämns i Första Kungaboken i Gamla testamentet.
| ”                 | Gud gav Salomo ännu en fiende. Det var Reson, Eljadas son. Han hade flytt från sin herre, kung Hadadeser av Sova, och samlat en del folk kring sig till en strövkår som han var ledare för. Det var när David dräpte arameerna. De drog till Damaskus, där de slog sig ner och gjorde Reson till kung. Under hela Salomos tid hade israeliterna en fiende i honom - detta utöver allt det onda som de fick utstå från Hadad. Reson hatade Israel och var kung över Aram. | „ |
| – 1 Kung 11:23-25 | |   |